# Philobrya magellanica
Philobrya magellanica is een tweekleppigensoort uit de familie van de Philobryidae. De wetenschappelijke naam van de soort is voor het eerst geldig gepubliceerd in 1899 door Stempell.